# Сателлит (акустика)
Сателлит (англ. satellite) — компонент акустической системы, используемый в паре с сабвуфером для воспроизведения среднего и высокочастотного диапазонов. Это звуковая колонка небольших размеров (до 20 см в высоту), из-за своих небольших размеров она часто используются в домашних кинотеатрах. Сателлиты как правило используются в паре с сабвуфером что позволяет им воспроизводить частотный диапазон полностью. Системы сателлитов с сабвуферами бывают нескольких видов, наиболее популярные — «2.1», «5.1» и «7.1». Цифра до точки обозначает количество сателлитов, а после - сабвуферов.